# 北京市通州区新华医院
39°56′01″N 116°40′31″E / 39.9335616°N 116.6751591°E
新华医院创立于1958年，是北京市通州区的一所区属二级综合医院。它也是通州区社区卫生服务中心、通州区牙病防治所、韩国庆熙大学校齿科病院临床与科研合作单位、首都医科大学附属北京口腔医院技术协作分院、卫生部十年百项科研成果正畸技术通州推广基地、通州区质量控制与改进组主责单位、通州区口腔专业医联体核心单位。
作为建设北京城市副中心的一部分，通州区将会促进新华医院在未来升级为三级医院。